# Hermann Wolfgang Beyer
Hermann Wolfgang Beyer (* 12. September 1898 in Annarode; vermisst am 25. Dezember 1942 bei Stalingrad) war ein deutscher evangelischer Theologe und Christlicher Archäologe.

## Biographie
Beyer wurde 1898 in Annarode im Harz als Pfarrersohn geboren. Er wurde in seinem Elternhaus kirchlich-religiös erzogen. Nach dem Umzug zunächst nach Posen, später nach Elbing kam er mit extrem nationalem Gedankengut und Revanche- und Kulturkampfideen in Berührung, die ihn stark beeinflussten. Nach dem Notexamen trat er 1916 in das Heer ein. Ab 1919 studierte Beyer an der Universität Greifswald Evangelische Theologie. Das politische System der Weimarer Republik lehnte er zunehmend ab, wie seine Tagebuchaufzeichnungen belegen. Über Berlin, Freiburg und München kam er nach Jena, wo er der akademischen Lehrtätigkeit nachging. Er versuchte, sich als Studentenpolitiker eine Gefolgschaft aufzubauen.
Im Mai 1923 wurde Hermann Wolfgang Beyer summa cum laude zum Dr. phil. promoviert. Seine Promotion befasste sich mit einer Arbeit über alle archäologisch bekannten Kirchenbauten des nördlichen Syrien. 1925 wurde er in Göttingen mit dieser Arbeit, mit verbreiterter Untersuchungsbasis in kirchengeschichtlich-liturgischem Rahmen habilitiert.
Nach der Promotion wurde er Assistent bei Hans Lietzmann und wechselte nach Berlin. Er wurde Schüler Karl Holls. Ende 1925 wurde Beyer mit einer konfessionell umstrittenen Arbeit über die Religion Michelangelos zum Lic. theol. promoviert. Zusammen mit Hans Lietzmann, Karl Holl und Emanuel Hirsch erhielt er in Göttingen eine Privatdozentur. Auf einer Reise nach Italien erfuhr er am 23. Mai 1926 in Rom aus einer Zeitung, dass er eine Berufung auf den Lehrstuhl für Kirchengeschichte und Christliche Archäologie an der theologischen Fakultät in Greifswald erhalten hatte. Als Greifswalds jüngster Theologieprofessor bezog er erstmals auch die Territorialkirchengeschichte Pommerns in die Forschung ein. Er gründete 1927 die „Landesgruppe Pommern in der Luther-Gesellschaft“ und gab ab 1928 in deren Auftrag die Blätter für Kirchengeschichte Pommerns heraus.
Ausbildungsziel Beyers war in den Jahren von 1926 bis 1931 die Etablierung von Kirchenbewusstsein. Er postulierte: „Leitbegriff ist keine theologische Kategorie, sondern die religionsgeschichtlich gedeutete Entwicklung des Deutschtums“. Beyer war Teil der „christlich-deutschen Bewegung“, die eine Sammlung monarchistisch-nationalistisch eingestellter evangelischer Christen in der Weimarer Republik war. Er predigte deren Weg als „den um Gottes und des Vaterlandes willen notwendigen Weg“. Als Historiograph des Gustav-Adolf-Vereins war er mit hohem deutschnationalem Bezug tätig, wobei er stets die „völkische Frage“ betonte. Er wirkte mit am Theologischen Wörterbuch zum NT von Gerhard Kittel. Hier versuchte er, theologie- und kirchengeschichtlich zentrale Begriffe „möglichst stark von jüdischen Parallelen bzw. Vergleichsphänomenen abzugrenzen“.
In seinem Aufsatz „Die Kirche im Kampf“ in der Zeitschrift Glaube und Volk erörterte Beyer seine Kirchentheorie: eine bewusste evangelische Willensbildung, der Protestantismus als „nationale Verantwortungs- und politische Gewissensreligion“, geistiges Ringen mit „der Gottlosigkeit des Bolschewismus“ und der „militanten Gottlosenbewegung“. Aufgabe des Staates sei die Sicherung von Recht und Ordnung und Lebensraum. Der Staat sei „eine Form des Gotteswillens“, das Volk „ein Gedanke Gottes“.
Bis 1930 stand Beyer dem Nationalsozialismus in Deutschland noch kritisch gegenüber. Ab 1931 engagierte er sich aktiv. Beyer sah den NS-Staat als den „echten Staat“, dem er bis an sein Lebensende treu blieb. Im Frühjahr trat er der Glaubensbewegung Deutsche Christen bei, in der er die entscheidende Kraft für die anstehende Reichskirchenreform sah. Er wurde Mitglied im Beraterstab Ludwig Müllers. Am 10. November 1933 trat er der SA bei. Beyer wurde im zweiten Reichskirchenkabinett Ludwig Müllers unierter Kirchenminister, musste jedoch im Januar 1934 als letzter Kirchenminister zurücktreten. Seine Aufgaben übernahm im Wesentlichen Hanns Kerrl als Reichsminister für die Kirchlichen Angelegenheiten.
Beyer suchte nun Verbündete im Lager der Bekennenden Kirche. Von Parteiorganen in Greifswald wegen seiner Zuweisung der Deutschreligion der Deutschen Glaubensbewegung zum aufklärerischen Liberalismus heftig angegriffen, zog Beyer sich aus der Kirchenpolitik zurück.
In diese Zeit fiel 1936 seine Berufung nach Leipzig, wo er 1936 bis 1940 zusammen mit Heinrich Bornkamm Kirchengeschichte lehrte. Als Dekan der Theologischen Fakultät war er zuständig für die Pläne des Abbaus der Fakultät bzw. deren Zusammenschluss mit Jena oder Halle. Da er sich damit als „Professor auf Widerruf“ sah, meldete er sich freiwillig als Feldseelsorger für den Kriegsdienst im Zweiten Weltkrieg.
Ab 11. April 1940 nahm Beyer am Krieg teil. Er war zunächst an der Westfront, später in Serbien und dann im Deutsch-Sowjetischen Krieg als Kriegspfarrer eingesetzt und wurde dabei Zeuge der nationalsozialistischen Massenverbrechen an der jüdischen Bevölkerung und an Psychiatriepatienten. Beyer nahm an der Offensive gegen Stalingrad teil und notierte in seinem Tagebuch: „Wir sind in einem untergehenden Heer, ich bleibe bei der totgeweihten Schar“. Seit dem Nachmittag des ersten Weihnachtsfeiertages 1942 wurde er vermisst; er starb wahrscheinlich unter ungeklärten Umständen im Donbogen.

## Schriften (Auswahl)
- Der syrische Kirchenbau, Berlin 1925.
- Die Religion Michelangelos, Bonn 1926.
- Die Ethik der Kriegsschuldfrage. Vortrag gehalten bei der Kundgebung der Greifswalder Studentenschaft am 28.6.1927. Adler, Greifswald 1927. (Digitalisat in der Digitalen Bibliothek Mecklenburg-Vorpommern)
- (Hrsg.) Blätter für die Kirchengeschichte Pommerns (1928–1940)
- Bekenntnis und Geschichte. Rede bei der Feier der Universität Greifswald am 400. Gedenktag der „Confessio Augustana“, dem 25. Juni 1930 (Greifswalder Universitätsreden 26).
- Die Geschichte des Gustav Adolf-Vereins in ihren kirchen- und geistesgeschichtlichen Zusammenhängen, Göttingen 1932.
- Im Kampf um Volk und Kirche. Reden und Aufsätze, Dresden 1934.
- Der Christ und die Bergpredigt nach Luthers Deutung, München 1934.
- Deutsche Theologie. Monatsschrift für die Deutsche Evangelische Kirche, Stuttgart 1935.
- Luther und das Recht, München 1935.
- Housten Stewart Chamberlain und die innere Erneuerung des Christentums, Berlin 1939.
- Johannes Bugenhagen, Lüneburg ²1947.
- Die Apostelgeschichte (NTD 5), Göttingen 1949 (5. Auflage).